# Почесні громадяни Ковеля
Нижче наведений список почесних громадян Ковеля.

## Почесні громадяни міста Ковеля
| №  | Фото | П. І. Б.                      | Коротка біографічна довідка | Дата присвоєння |
| -- | ---- | ----------------------------- | --- | --------------- |
| 1  |      | Булгаков Василь Іванович      | Народився 1 січня 1910 р. у селі Крестище Тимського повіту Курської губернії. У 1930 р. закінчив Іваново-Вознесенську піхотну школу імені Фрунзе. Командував 260-ю стрілецькою дивізією Червоної Армії, яка у липні 1944 р. звільнила Ковель від німців і на своїх багнетах принесла в місто радянську владу. Дивізії було присвоєно звання «Ковельської», а Василю Булгакову – звання генерал-майора. З відзнакою закінчив у 1950 р. Вищу військову академію імені Ворошилова. Командував 45-м армійським корпусом на Далекому Сході. Генерал-лейтенант. У відставці – з 1968 р. Обирався членом Сімферопольського міськкому КПРС, депутатом міської ради народних депутатів, головою міської ради ветеранів компартії. Нагороджений орденами Леніна, чотирма орденами Червоного Знамені, орденом Червоної Зірки, орденом Вітчизняної війни І ступеня, багатьма медалями. Помер 4 березня 1994 р. Похований у Сімферополі. | 23 червня 1969  |
| 2  |      | Водолазька Тамара Карпівна    | Народилася 23 березня 1919 р. у селі Шамівка Знаменського району Кіровоградської області у бідній сім'ї. В період окупації виконувала доручення партизанського загону, потім була медичною сестрою у військовому шпиталі. Закінчила Кіровоградський учительський інститут, з 1949 р. – у Ковелі. Працювала вчителем, завучем, директором шкіл № 5, № 7, № 1. У березні 1955 р. обрана депутатом Верховної Ради УРСР. За її клопотанням у Ковелі було збудовано міст через Турію на теперішній вулиці Сагайдачного, добудовано і реконструйовано готель на вулиці Театральній, розпочато будівництво банно-прального комбінату, було виділено кошти на будівництво лікарні, благоустрій міста, збудовано Палац культури в селищі Луків. Тричі обиралась депутатом міської ради. Нагороджена орденом Вітчизняної війни II ступеня, орденом «За мужність», десятьма медалями та нагрудним знаком «Відмінник народної освіти УРСР». Померла 17 січня 2009 р. Похована у Ковелі. | 9 червня 2005   |
| 3  |      | Горбатюк Ігор Ярославович     | Народився 13 вересня 1967 р. в селищі Шилово Рязанської області (Росія). Закінчив Кам’янець-Подільське вище військово-інженерне командне училище імені маршала інженерних військ імені Харченка та військово-інженерний інститут при Подільському державному аграрно-технічному університеті. Брав участь у ліквідації наслідків повені в Угорщині (2000 р.), ліквідації наслідків буревію в селі Пробіжна Тернопільської області (2000 р.), ліквідації наслідків повені в Закарпатській області (2001 р), ліквідації наслідків буревію на Волині (2006 р.), ліквідації наслідків вибуху на 275 АБРБ селі Новобогданівка Запорізької області (2007-2008 р.р.). Неодноразово брав участь в проведенні аварійно-рятувальних робіт, а саме розмінуванні територій Рівненської і Волинської областей. Особисто знешкодив більше 5000 вибухонебезпечних предметів. Полковник служби цивільного захисту. Нагороджений орденами «За мужність» ІІІ ступеня, «Мужність» РФ, «За заслуги перед Запорізьким краєм» ІІІ ступеня, медаллю «За бездоганну службу» ІІІ ступеня, «Почесна відзнака МНС України», відзнаки «За відвагу в надзвичайній ситуації» І та ІІ ступеня, нагрудним знаком «За розмінування» ІІ ступеня, знаком «Почесний сапер Повітряно-десантних військ», Дипломом всеукраїнської акції «Герой — рятівник 2004 року», має статус учасника бойових дій за розмінування. | 6 липня 2004    |
| 4  |      | Калінін Анатолій Григорович   | Народився 3 квітня 1909 р. в місті Людиново Жиздринського повіту Калузької губернії в робітничій сім’ї. П’ятнадцятирічним юнаком розпочав свою трудову біографію на великому машинобудівному заводі, де працювало понад 9 тисяч робітників, ставши учнем слюсаря. Через кілька місяців пішов навчатися на фабрично-заводське училище у Брянській області. Брав участь у розбудові народного господарства, довгий час працював на залізниці. З 1931 р. Анатолій Григорович проходить службу в армії: командир танкетки, старшина 54-го кавалерійського прикордонного загону. З перших і до останніх днів війни перебував на фронті, був учасником взяття Берліна, дійшов до річки Ельби, де і зустрів Перемогу. У післявоєнний час працював на різних посадах у Ковелі, був активістом громадського життя, багато сил і вміння віддав вихованню підростаючого покоління. Нагороджений орденами Вітчизняної війни І і II ступенів, «Червоної Зірки», багатьма медалями. Помер в 1992 р. Похований у Ковелі. | 20 жовтня 1987  |
| 5  |      | Кірпа Георгій Миколайович     | Народився 20 липня 1946 р. у селі Клубівка Ізяславського району Хмельницької області. Український державний діяч, інженер-транспортник. Міністр транспорту України (2002-2003 рр.), міністр транспорту та зв'язку України (2004 р.), кандидат технічних наук (1997 р.), генеральний директор Державної адміністрації залізничного транспорту України (2000-2004 рр.). Найзначиміше для ковельчан, що зініціював і реалізував у життя Георгій Миколайович, це – реконструкція залізничного вузла у зв'язку з переведенням залізничної станції на електротягу. Зроблено це у стислі строки (7 місяців), яких залізнична будівельна практика ще не знала. 29 жовтня 2001 р. до ладу введено реконструйований залізничний комплекс, а по 72-кілометровій колії пройшов перший електропоїзд з Ківерець до Ковеля. Його нагороджено орденами Дружби народів, «За заслуги» III ступеня, орденом Князя Ярослава Мудрого V ступеня. Георгій Миколайович – Заслужений працівник транспорту України, почесний залізничник. Загинув від вогнепального поранення 27 грудня 2004 р. Офіційна причина смерті – ймовірне самогубство. | 4 липня 2001    |
| 6  |      | Корпачов Микола Іванович      | Народився 3 листопада 1925 в селі Ново-Нікольське Сталінградської області (нині Волгоградська) в сім’ї селянина. Досить рано залишився сиротою. В 1933 р. помер батько. На руках матері залишилося четверо дітей. Рано довелося пізнати злидні, холод і голод. Доля його тісно пов’язана з армією. Він, 20-річний юнак, який у неповні сімнадцять став солдатом, визволяв Україну, Білорусь, Польщу, Східну Пруссію, Німеччину. Перемогу зустрів на острові Рюген (Німеччина). Закінчив офіцерське училищі, а в 1968 р. – військово-політичну Академію імені Леніна. У 1973 р. пішов у відставку. У 1974-1991 роках був головою міськрайонної ради ветеранів війни та праці, очолював у місті Фонд милосердя та Фонд Миру, керував міським методоб’єднанням військових керівників, працював лектором міськрайонної організації товариства «Знання», обирався депутатом Ковельської міської ради, членом президії міськкому ДТСААФ. Нагороджений орденами «Вітчизняної війни» ІІ ступеня, «За мужність» І та ІІ ступенів, медалями «За відвагу», «За бойові заслуги», грамотами Міністерства освіти, Президії Верховної Ради СРСР, нагрудним знаком «Відмінник народної освіти УРСР», «Відмінник народної освіти СРСР». Помер 1 липня 2016 р. | 29 грудня 2011  |
| 7  |      | Кубатко Іван Федорович        | Народився у 1920 р. в селі Семеновці Липово-Долинського району Сумської області в сім’ї селянина. У 1940 р. пов’язує свою долю з Червоною Армією. З перших і до останніх днів Другої світової війни перебував на фронті. Пройшов шлях від рядового червоноармійця до командира роти. У липні 1944 р. у складі 1281-го стрілецького полку 60-ї Севської стрілецької дивізії брав участь у захопленні Ковеля. У післявоєнний час працював у військовому комісаріаті міста, начальником автобусної станції. З 1982 р. перебував на пенсії. Брав активну участь у житті міста, багато сил і вміння віддавав вихованню підростаючого покоління. Нагороджений трьома орденами Червоної Зірки, двома орденами Вітчизняної війни ІІ-го ступеня, багатьма медалями. Майор у відставці. Помер у березні 1988 р. Похований у Ковелі. | 19 червня 1984  |
| 8  |      | Мурадов Карим Таганович       | У липні 1944 р. брав участь у захопленні міста Ковеля, будучи командиром 3-го батальйону 93-го полку 76-ї Туркменської стрілецької дивізії Червоної Армії. У запас звільнився полковником. Проживав у Туркменістані. | 23 червня 1969  |
| 9  |      | Наумова Ганна Іванівна        | Народилась 14 вересня 1930 р. в селі Мизове Старовижівського району Волинської області в сім’ї малоземельного селянина. В їхній сім`ї було семеро дітей, Ганна була третьою. Жили в страшних злиднях, на всіх були одні калоші. Закінчила лише п’ять класів. Щоб допомогти сім’ї вижити, влаштувалася у 1949 р. стрілочницею на станцію Ковель. У 1954 р. разом у складі групи із 49 комсомольців-ковельчан приїхала в пустельну Кокчетавську область на Цілину. Працювала тут офіціанткою, на будівництві, в городній бригаді, місила саман... і навіть кізяки для опалення. Була нагороджена медаллю «За трудову доблесть» та відзнакою за 10-й цілинний врожай. Як найкраща цілинниця взяла участь в Москву на ВДНГ. Повернувшись з Казахстану в 1965 р., працювала стрілочницею на залізниці незмінно 20 років. І тут ходила в передовиках і активістах, п’ять скликань була депутатом міської ради. Працелюбна вдача її була відзначена двома орденами Трудової слави. Померла 2 грудня 2015 р. | 20 жовтня 1987  |
| 10 |      | Омелянюк Іван Васильович      | Народився 3 липня 1942 р. в селі Підсинівка Старовижівського району Волинської області. Мешкає у Києві, очолює Науково-виробниче підприємство «Квант-Ефір», першу компанію в Україні, яка почала розробку та виробництво сучасного телевізійного радіомовного передавального обладнання. Але його серце тут на рідній Волині, де він народився і виріс. У 2008 році створив благодійний фонд «Майбутнє Волині». Понад 200 учнів стали його стипендіатами. За кошти фонду споруджено у Ковелі меморіальну стелу «Хрест пам’яті жертвам більшовицького терору». Матеріальну допомогу отримують найкращі спортсмени Ковеля, спортсмени-інваліди, спортивні школи та організації. Значна частина коштів спрямовується на лікування та реабілітацію важкохворих ковельчан. Благодійний фонд «Майбутнє Волині» підтримує ковельську філію «Союзу Українок», літературознавців рідного краю. | 26 червня 2012  |
| 11 |      | Поліщук Євген Іванович        | Народився 7 січня 1942 р. в селі Годовичі Турійського району Волинської області. Розпочав трудову діяльність у 1959 р. на посаді слюсаря Долинської ремонтно-тракторної станції Івано-Франківської області. З 1964 по 1969 – навчався у Львівському сільськогосподарському інституті. Понад 15 років працював на Ковельському заводі сільськогосподарських машин, де пройшов шлях від інженера-конструктора до головного інженера підприємства. З 1984 по 1988 р. був другим секретарем Ковельського міському Компартії України. Наступні три роки – голова виконавчого комітету Ковельської міської ради. На сьогодні є головою товариства з обмеженою відповідальністю «Інтерпорт Ковель». Він багато зусиль приділяв забезпеченню економічного та соціального розвитку міста, введенню в дію виробничих потужностей та об’єктів соціальної інфраструктури. | 28 травня 2009  |
| 12 |      | Савельєв Макар Аврамович      | Народився 25 липня 1912 р. у місті Знаменка Кіровоградської області в сім’ї залізничників. Тут закінчив школу, вступив на навчання у Знаменське ФЗУ. Після закінчення працював оглядачем вагонів на станції Знаменка. У 1935 р. закінчив Дніпропетровський інститут інженерів залізничного транспорту, був призначений заступником начальника дистанції колії станції Основа Південної залізниці. У жовтні 1939 р. призначається начальником Ковельської дистанції колії. З початком війни у червні 1941 р. його відряджають на Оренбурзьку залізницю, куди була евакуйована і Ковельська залізниця. Там він також трудився начальником дистанції. З 1944 по 1976 р. очолював колектив Ковельської дистанції колії. Саме у Ковелі розкрився його талант як вмілого, чуйного і вдумливого керівника, організатора залізничного господарства, громадського активіста, який завжди проявляв ініціативу, рішучість і наполегливість у досягненні державних завдань. Удостоєний звання Почесного залізничника, нагороджений кількома орденами і багатьма медалями. Помер в 1995 р. Похований у Ковелі. | 23 червня 1969  |
| 13 |      | Стреков Олександр Олексійович | При безпосередній участі Олександра Олексійовича побудовано завод «Ковельсільмаш», м’ясокомбінат, хлібзавод, сирзавод, проведено реконструкції ДОКу. У ті роки було збудовано та реконструйовано цілу низку житлово-комунальних, освітніх, спортивних об’єктів міста. Здавалося в експлуатаціювід 400 – 700 квартир кожного року. Помер 13 червня 2017 р. | 27 червня 2013  |
| 14 |      | Федоров Олексій Федорович     | Народився 30 березня 1901 р. в станиці Лоцманська Кам'янка (нині в складі Дніпропетровська) в селянській сім’ї. Закінчив чотири класи початкової школи. 1920 р. добровольцем пішов в Червону армію, брав участь в Громадянській війні на боці російських більшовиків. З 1924 р. – будівельник на залізниці. Член ВКП(б) з 1927 р. 1932 – закінчив Чернігівський будівельний технікум. 1932-1938 – на профспілковій і партійній роботі, з 1938 до німецько-радянської війни – перший секретар Чернігівського обкому КП(б)У. Залишений у підпіллі, організував партизанський загін, який підпорядковувався НКВС СРСР. Генерал-майор, двічі Герой Радянського Союзу, радянський партійний і державний діяч, в роки Німецько-радянської війни командир Чернігівсько-волинського партизанського з’єднання, перший секретар Чернігівського і Волинського підпільних обкомів КПРС. Обіймав високі партійні посади. З 1957 до 1979 р. – міністр соціального забезпечення УРСР. Член президії Радянського комітету ветеранів війни, голова комісії у справах колишніх партизан при Президії ВР УРСР, яка виконувала, зокрема, «фільтраційні» функції проти людей, що перебували на окупованій території. Депутат Верховної Ради СРСР 1-11 скликань. Помер 9 вересня 1989 р. Похований в Києві.                                                                                           | 23 червня 1969  |